# جو موراي (لاعب كرة قاعدة)
جو موراي (بالإنجليزية: Joe Murray)‏ هو لاعب كرة قاعدة أمريكي، ولد في 11 نوفمبر 1920 في ويلكس بار في الولايات المتحدة، وتوفي في 19 أكتوبر 2001 في سان كليمينتي في الولايات المتحدة.